# 西南貝德福德郡 (英國國會選區)
西南貝德福德郡（英語：South West Bedfordshire），英國國會一郡選區，包括英格蘭東部貝德福德郡中央貝德福德郡一部。始設於1983年。
本區自創設以來一直支持保守黨。2010年大選中安德魯·塞羅斯以56.2%選票勝出該區二度連任成功。